# Ab imo pectore
Ab imo pectore és una locució llatina d'ús col·loquial. En sentit literal significa des del fons del pit, és una expressió virgiliana que expressa la profunditat d'un sentiment. Fou utilitzada per Virgili, Juli Cèsar, Gai Valeri Catul. Prové de l'adjectiu imus (superlatiu d'inferior que significa el més profund) i del substantiu pectus (pectora) que significa pit.